# 영양중앙초등학교
영양중앙초등학교는 대한민국 경상북도 영양군에 있는 공립 초등학교이다.

## 학교 연혁
- 1960.08.10 영양국민학교 분실(5학급)
- 1965.04.03 영양동부국민학교로 독립 개교(6학급)
- 1970.07.01 영양중앙국민학교로 교명 변경
- 1981.03.01 영양중앙국민학교 병설유치원 개원
- 1991.03.01 상원국민학교 분교장 격하 본교 편입
- 1994.03.01 상원분교장 본교로 통폐합
- 1995.03.01 화천국민학교, 화천국민학교 무창분교 본교로 통폐합
- 1996.03.01 영양중앙초등학교로 교명 변경
- 2007.03.01 특수학급 인가(1학급)
- 2007.12.10 영어 영재학급 인가(1학급)
- 2011.03.01 제23대 박상호 교장 부임
- 2013.03.01 ~ 2015.02.28 경상북도교육청 지정 통일교육 연구학교
- 2013.09.01 제24대 김진희 교장 부임
- 2015.02.17 제47회 졸업식(총졸업생 4350명)
- 2015.03.01 초등학교(7학급), 유치원(1학급) 편성

## 참고 자료
- 영양중앙초등학교 - 한국교육학술정보원 학교알리미